# Eucalyptus major
Espèce
Synonymes
- Eucalyptus propinqua var. major Maiden[1]

Eucalyptus major, communément appelé en anglais : grey gum, le gommier gris, est une espèce de plantes à fleurs de la famille des Myrtaceae. C'est un arbre endémique de l'est de l'Australie, précisément d'une petite zone près de la frontière entre la Nouvelle-Galles du Sud et le Queensland. Il a une écorce grisâtre et lisse, des feuilles adultes lancéolées, des boutons floraux par groupes de sept et des fruits coniques à en forme de coupe.

## Description
Eucalyptus major atteint généralement une hauteur de 20 m et forme un lignotuber. Son écorce lisse est grisâtre et tachetée ; elle se détache en grandes plaques ou en flocons. Les jeunes plants et la repousse des taillis ont des feuilles ovoïdes d'un vert plus clair sur la face inférieure, longues de 75 à 100 mm et larges de 25 à 40 mm. Les feuilles adultes sont lancéolées à courbes, vert foncé sur la face supérieure, plus pâles en dessous, longues de 90 à 200 mm et larges de 20 à 40 mm, se rétrécissant en un pétiole de 15 à 30 mm.

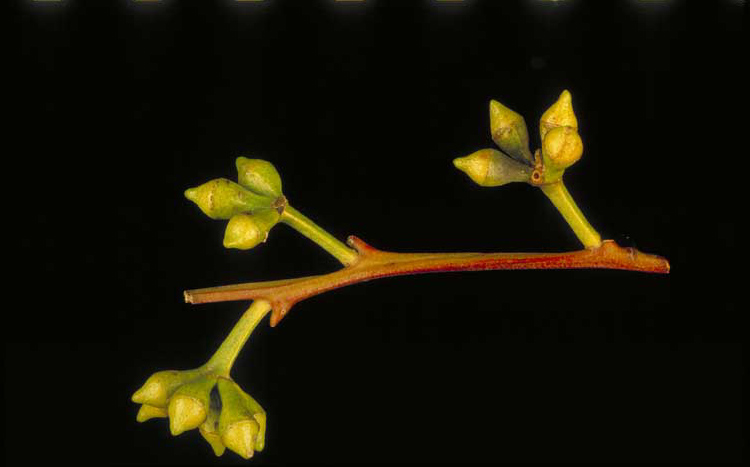
Boutons floraux.

Les boutons floraux sont disposés à l'aisselle des feuilles en groupes de sept sur un pédoncule aplati et non ramifié de 7 à 15 mm ; les boutons individuels sont sessiles ou portés par un pédicelle pouvant atteindre 5 mm de long. Les boutons matures sont ovales ou en forme de losange, longs de 6 à 9 mm et larges de 4 à 5 mm, avec un opercule conique. La floraison a été constatée en novembre. Les fleurs sont blanches. Le fruit est une capsule ligneuse, conique ou en forme de coupe, longs de 3 à 5 mm et larges de 4 à 8 mm, avec les valves saillantes au-dessus du bord,,.

## Taxonomie et dénomination
Cet eucalyptus a été formellement décrit pour la première fois en 1923 par Joseph Maiden, qui lui a donné le nom d'Eucalyptus propinqua var. major et a publié sa description dans son livre A Critical Revision of the Genus Eucalyptus,. En 1934, William Blakely a élevé la variété au statut d'espèce sous le nom Eucalyptus major, publiant le changement dans son livre A Key to the Eucalypts. L'épithète spécifique major est un mot latin signifiant « plus grand ».

## Distribution et habitat
Le gommier gris pousse dans les grandes forêts des zones côtières et des collines voisines du sud-est du Queensland, au sud du plateau de Blackdown, jusqu'à l'extrême nord de la Nouvelle-Galles du Sud,,.

## Statut de conservation
Cet eucalyptus est classé comme « préoccupation mineure » dans le Queensland selon la loi de 1992 sur la conservation de la nature du gouvernement du Queensland.